# Les Surprises du métro
Pour plus de détails, voir Fiche technique et Distribution.
Les Surprises du métro (Subway Sadie) est une comédie dramatique américaine réalisée par Alfred Santell et sortie en 1926.
Ce film muet est une adaptation de la nouvelle Sadie of the Desert de Mildred Cram (1925) et se concentre sur la relation entre la vendeuse new yorkaise Sadie Hermann (Dorothy Mackaill) et le garde dans le métro Herb McCarthy (Jack Mulhall). Après avoir reçu une promotion, Sadie doit choisir entre son nouvel emploi ou épouser Herb. La distribution comprend également Charles Murray, Peggy Shaw, Gaston Glass et Bernard Randall.

## Fiche technique
- Réalisation : Alfred Santell

## Distribution
- Dorothy Mackaill : Sadie Hermann
- Jack Mulhall : Herb McCarthy
- Charles Murray : le chauffeur de taxi
- Peggy Shaw : Ethel
- Gaston Glass : Fred Perry
- Bernard Randall : Brown